# The Open Door
«The Open Door»  — другий студійний альбом американського рок-гурту Evanescence. У США вийшов 25 вересня 2006.

## Список пісень
| #   | Назва                       | Автор                  | Тривалість |
| --- | --------------------------- | ---------------------- | ---------- |
| 1.  | «Sweet Sacrifice»           | Емі Лі, Террі Бальзамо | 3:05       |
| 2.  | «Call Me When You're Sober» | Емі Лі, Террі Бальзамо | 3:34       |
| 3.  | «Weight of the World»       | Емі Лі, Террі Бальзамо | 3:37       |
| 4.  | «Lithium»                   | Емі Лі                 | 3:44       |
| 5.  | «Cloud Nine»                | Емі Лі, Террі Бальзамо | 4:22       |
| 6.  | «Snow White Queen»          | Емі Лі, Террі Бальзамо | 4:22       |
| 7.  | «Lacrymosa»                 | Емі Лі, Террі Бальзамо | 3:37       |
| 8.  | «Like You»                  | Емі Лі                 | 4:16       |
| 9.  | «Lose Control»              | Емі Лі, Террі Бальзамо | 4:50       |
| 10. | «The Only One»              | Емі Лі, Террі Бальзамо | 4:40       |
| 11. | «Your Star»                 | Емі Лі, Террі Бальзамо | 4:43       |
| 12. | «All That I'm Living For»   | Емі Лі, Джон ЛеКомпт   | 3:48       |
| 13. | «Good Enough»               | Емі Лі                 | 5:31       |

### Бонусний трек
| #   | Назва                             | Автор  | Тривалість |
| --- | --------------------------------- | ------ | ---------- |
| 14. | «The Last Song Im Wasting On You» | Емі Лі | 4:09       |

### Японське видання
Японське видання вийшло 27 вересня 2006.
| #   | Назва                                          | Автор                  | Тривалість |
| --- | ---------------------------------------------- | ---------------------- | ---------- |
| 15. | «Call Me When You're Sober» (Акустична версія) | Емі Лі, Террі Бальзамо | 3:39       |

### Пісні, що не увійшли до альбому
| #   | Назва               | Автор                  | Тривалість |
| --- | ------------------- | ---------------------- | ---------- |
| 16. | «If You Don’t Mind» | Емі Лі, Террі Бальзамо |            |
| 17. | «Together Again»    | Емі Лі, Террі Бальзамо | 3:20       |

## Чарти
| Чарт (2006)                           | Місце |
| ------------------------------------- | ----- |
| U.S. Billboard 200                    | 1     |
| Australia Top 50 Albums               | 1     |
| Ö3 Austria Top 40                     | 2     |
| Belgium Top 50 Albums                 | 9     |
| Canada Top 50 Albums                  | 2     |
| Czech Republic Top 50 Albums          | 4     |
| Danish Top 40 Albums                  | 5     |
| Estonian Top 100 Albums               | 4     |
| Finnish Top 40 Albums                 | 5     |
| French Top 100 Albums                 | 2     |
| German Top 100 Albums                 | 1     |
| Greek IFPI International Albums Chart | 1     |
| Irish Top 75 Albums                   | 3     |
| Netherlands Top 100 Albums            | 2     |
| New Zealand Top 40 Albums             | 2     |
| Norway Top 40 Albums                  | 3     |
| Sweden Top 60 Albums                  | 2     |
| Switzerland Top 100 Albums            | 1     |
| UK Top 75 Albums                      | 2     |
| European Top 100 Albums               | 1     |

## Персонал
Evanescence
- Емі Лі — вокал
- Террі Бальзамо — гітара
- Джон ЛеКомпт — гітара
- Вілл Бойд — бас-гітара
- Роккі Грей — барабан

Допоміжний персонал
- Керрі і Лорі Лі — задній вокал у пісні «Call Me When You're Sober»
- «Millennium Choir» — хор